# Bromus commutatus
Bromus commutatus es una especie herbácea perenne perteneciente a la familia de las gramíneas (Poaceae).  

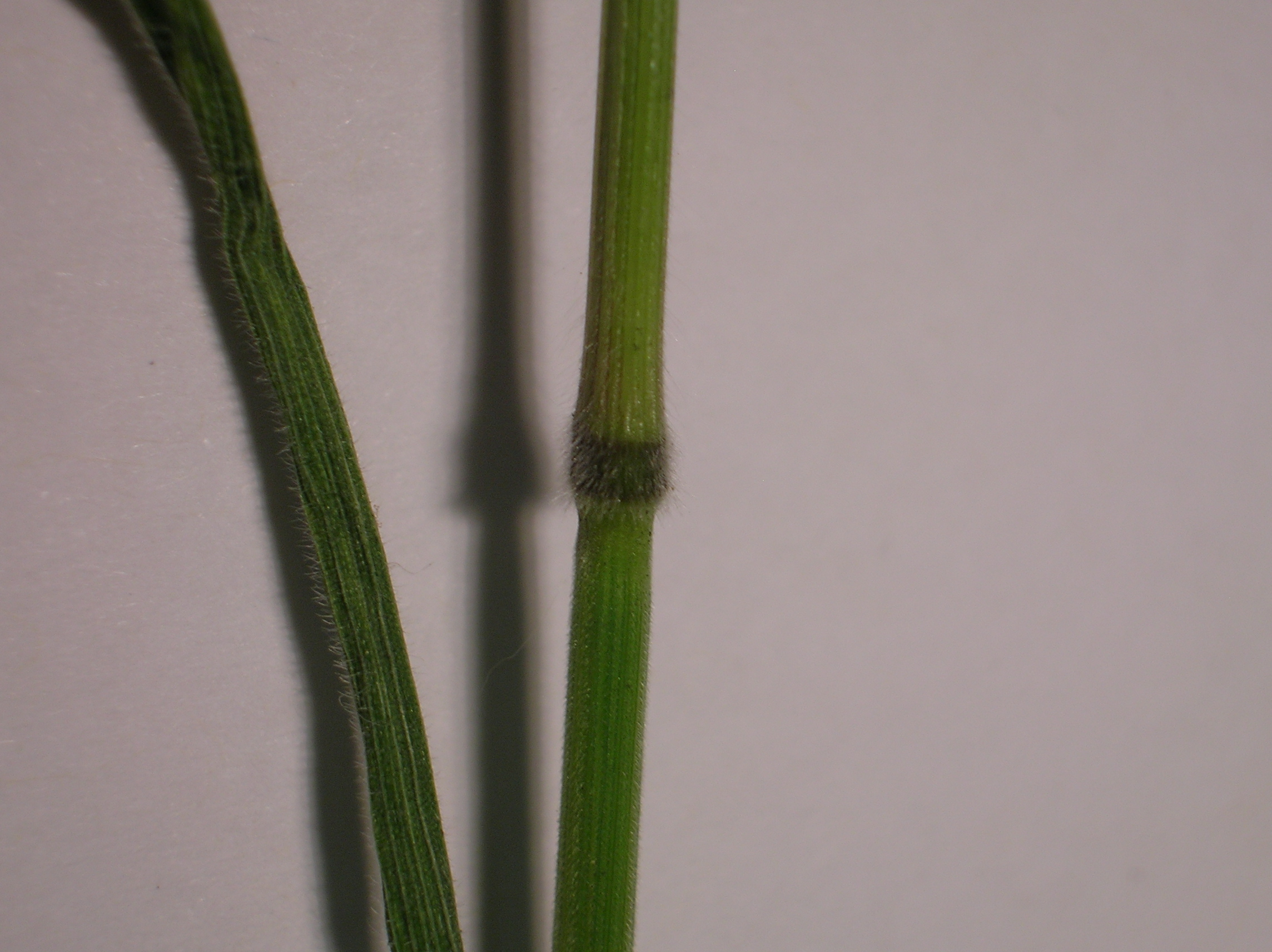
Nodos

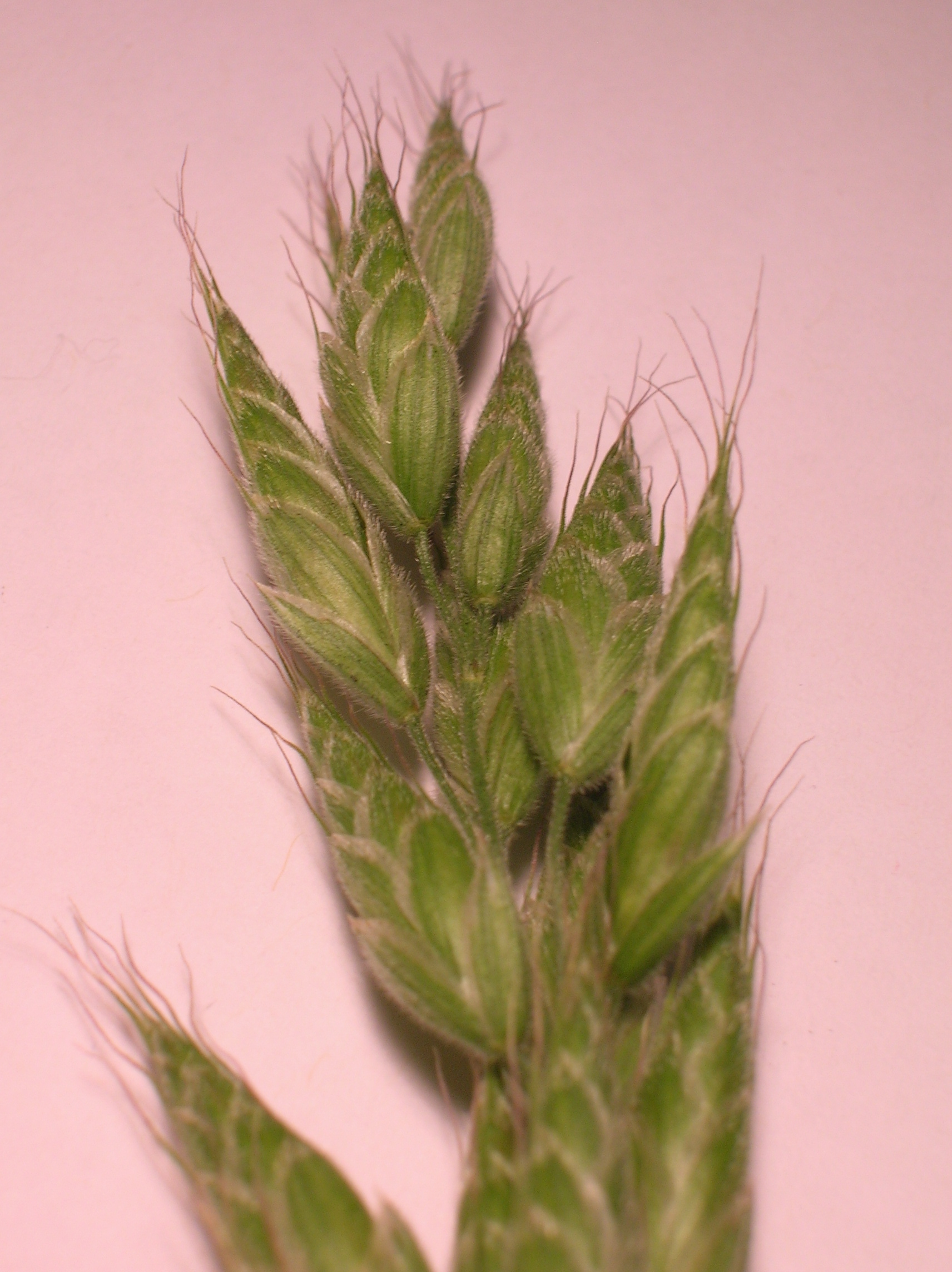
Detalle de la panícula

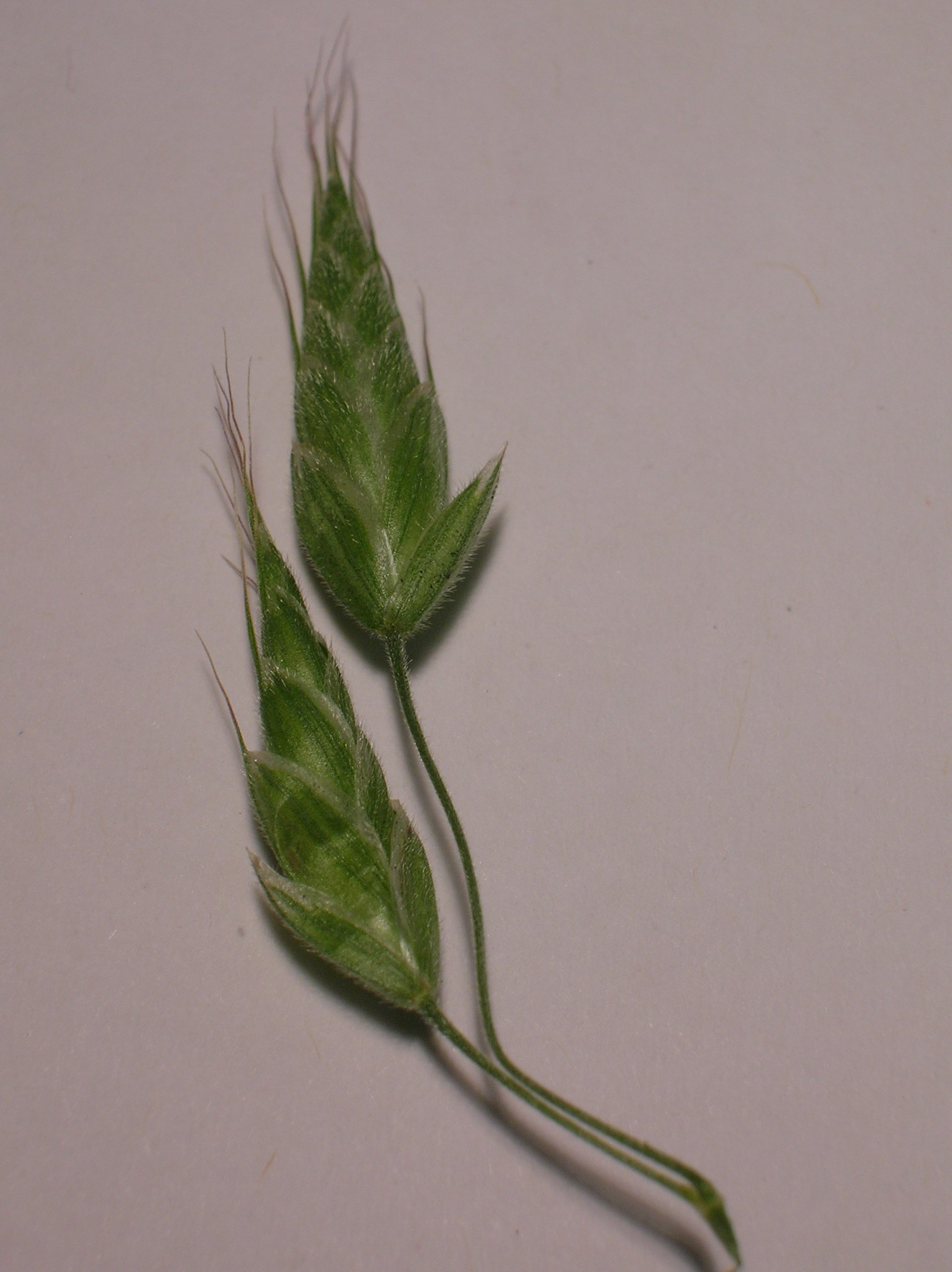
Espigas

## Descripción
Bromus commutatus alcanza un tamaño de entre 40 y 120 cm de altura. La inflorescencia en forma de panícula erecta es de 7-20 cm, por lo general. Las vainas de las hojas son peludas, con la parte superior generalmente sin pelo.  B. commutatus es más gruesa que el Bromus racemosus,  con una flor no caída a un lado y una alargada cabeza de la flor ramificada más amplia.

## Hábitat y distribución
Se encuentra en los prados, baldíos, arcenes de carreteras, campos de heno y pastizales. En todo el Reino Unido, donde es común en Inglaterra en los suelos húmedos de las vegas; es raro en Escocia, Irlanda y Gales Se encuentra naturalmente en toda Europa, Norte de África y Asia Occidental. Se ha introducido en América del Norte. El periodo de floración es de mayo a julio.

## Valor de la cosecha
La especie no tiene valor forrajero en el Reino Unido y es considerado como una mala hierba. Las inflorescencias que son atractivas pueden ser utilizadas, ya sea frescas o secas, en arreglos florales.

## Taxonomía
Bromus commutatus fue descrita por Heinrich Adolph Schrader y publicado en Flora Germanica 1: 353. 1806.
Etimología
Bromus: nombre genérico que deriva del griego bromos = (avena), o de broma = (alimento).
commutatus: epíteto latino que significa "con cilios".
Sinonimia
- Brachypodium commutatum (Schrad.) P.Beauv.
- Bromus agrarius Dumort.
- Bromus diffusus Dumort.
- Bromus gaudinii Roem. & Schult.
- Bromus hordeaceus var. commutatus (Schrad.) Fiori
- Bromus hordeaceus var. pratensis (F.W.Schultz) Fiori
- Bromus japonicus f. diffusus (Dumort.) Soó
- Bromus mollis var. commutatus (Schrad.) Sanio
- Bromus mollis var. neglectus (Parl.) Fiori
- Bromus multiflorus Host
- Bromus mutabilis var. commutatus (Schrad.) F.W.Schultz
- Bromus mutabilis var. pratensis F.W.Schultz
- Bromus neglectus (Parl.) Nyman
- Bromus pendulinus Desf. ex Steud.
- Bromus pratensis Hoffm.
- Bromus racemosus var. commutatus (Schrad.) Coss. & Durieu
- Bromus racemosus var. glabriglumis Maire & Weiller
- Bromus racemosus var. neglectus (Parl.) Asch. & Graebn
- Bromus racemosus var. villosus (Trab.) Maire & Weiller
- Bromus scabratus Link
- Bromus secalinus subsp. commutatus (Schrad.) Lloret
- Bromus secalinus var. gladewitzii Farw.
- Bromus simplex Gaudich.
- Bromus squarrosus subsp. commutatus (Schrad.) Maire & Weiller
- Bromus tzvelevii Mussajev
- Forasaccus commutatus (Schrad.) Bubani
- Serrafalcus commutatus (Schrad.) Bab.
- Serrafalcus neglectus Parl.
- Serrafalcus racemosus subsp. commutatus (Schrad.) Rouy
- Serrafalcus racemosus var. commutatus (Schrad.) Husn.[8][9]